# 男女生了沒
《男女生了沒》（英語：The Ugly Truth）是一部在2009年上映的美國愛情電影，由凱瑟琳·海格和主演，其導演羅伯·路克提曾執導過《金法尤物》。

## 劇情
艾比(凱瑟琳·海格  飾)是一位晨間談話節目的美女製作人，幹勁十足，對自己和他人都要求嚴格、控制慾強、十分講究工作效率。然而，每段戀情總是以混亂收場，讓原本對愛情充滿憧憬的她感到格外沮喪與失落。
此時，艾比的節目收視率開始嚴重下滑，電視台高層決定下猛藥，找來了口若懸河的新任外景主持人麥克 (傑拉德·巴特勒 飾)加入節目陣容，希望能讓節目起死回生。豪放不羈的麥克對戀愛有特別的見解，而他酒池肉林的生活態度，一針見血的言論，真實地道出了不少男性心聲，節目頓時大受歡迎，收視率節節高升。
麥克和艾比對愛情的看法完全是大相逕庭，麥克相信男人與女人多數只會在床上相親相愛，肉慾關係是維繫感情的根本；但艾比卻相信真愛的存在，只要找到心靈契合、了解自己的男人，便可以天長地久。艾比不僅不認同麥克的愛情觀，更討厭他低俗粗鄙的溝通手法。不過麥克提振收視率確實是事實，這也鞏固他在電視台的地位，艾比只得無奈地繼續與他合作。
不久，艾比遇上了她夢寐以求的白馬王子－－新搬來的鄰居柯林醫師(艾歷·雲特  飾)。雋朗斯文又成熟穩重的柯林，是所有女孩子夢寐以求的男友類型，艾比自然不會錯過如此難得的機會。不過，艾比必須借助麥克的精闢洞察力，才能使她的獵物手到擒來。麥克得知艾比有意追求柯林，便自告奮勇的擔任艾比的愛情軍師，還向艾比提出協議，假如艾比能成功獲得意中人，便要與麥克在節目中和平相處，如果勾引失敗，麥克願意離開電視台。艾比覺得這個協議不錯，便答應麥克的要求。在麥克的一番打造下，艾比顯得更加迷人，渾身散發著女性魅力，隨即誘惑了柯林，兩人開始出雙入對。艾比也逐漸認識麥克，覺得麥克是個好人，只是行為比較豪邁罷了。而與完美的柯林醫師相戀，艾比卻要壓抑自身的性格。
由於節目大受歡迎，麥克受邀參與一個深夜脫口秀節目的訪問。然而，電視台高層得知這個節目根本是以訪問之名行挖角之實，便要求艾比無論如何一定要留住麥克，艾比只好犧牲她和柯林的旅遊計劃，跑去洛城找麥克。麥克結束訪談後告訴艾比，他不打算離開電視台，因為他要就近照顧他的姊姊和侄子，至此艾比才放下心中的一塊大石頭。接下來麥克和艾比跳舞，他們在舞池中感到非常愉悅，頗有天雷勾動地火的趨勢，不過艾比最後恢復理智。但兩人回到飯店時，還是忍不住在電梯中熱吻了起來，不過電梯鈴聲打斷了他們的好事，讓他們的心思暫時回到現實，各自回房了。過了沒多久，柯林來到了飯店，要給艾比一個驚喜，沒想到卻遇上了麥克。麥克不想壞了艾比與柯林的好事，便離開了飯店，艾比心中對麥克動了感情，於是告訴柯林，她不是柯林眼中的完美女人，之前的一切都是演出來的，就這樣與柯林宣告分手。
其實麥克是愛著艾比的，他認為與艾比沒有機會了，於是跳槽到別的電視台工作，在採訪一個熱氣球活動時，艾比剛好也在現場錄影。在熱氣球裏的艾比對麥克的行為冷嘲熱諷，麥克聽了覺得受不了，便衝進熱氣球裡面和艾比理論。此時熱氣球升空了，兩人困在裏頭動彈不得，最後麥克卸下心防，承認自己對艾比的愛，艾比則以熱情的吻回應，此時的節目還在直播當中。
兩人成為情侶後，有一天，在激情的性愛之後，麥克問了艾比：「你是真的覺得我很猛還是裝的？」艾比神秘的回答：「你永遠不會知道。」

## 主要角色
- 艾比 (凱瑟琳·海格  飾)
- 麥克 (傑拉德·巴特勒  飾)
- 柯林 (艾歷·雲特  飾)
- 拉里 (約翰·麥可·希金斯 John Michael Higgins 飾)
- 斯圖爾特 (尼克·西塞 Nick Searcy 飾)
- 喬伊 (布里·特納 Bree Turner 飾)
- 約拿 (諾亞·馬修斯 Noah Matthews 飾)
- 鮑勃 (約翰·斯洛文 John Sloman 飾)
- 格魯吉亞 (雪瑞兒·海恩斯 Cheryl Hines 飾)

## 外部連結
- 《單身大急救》官方網站 （英文）